# Kasteel Ter Ramen

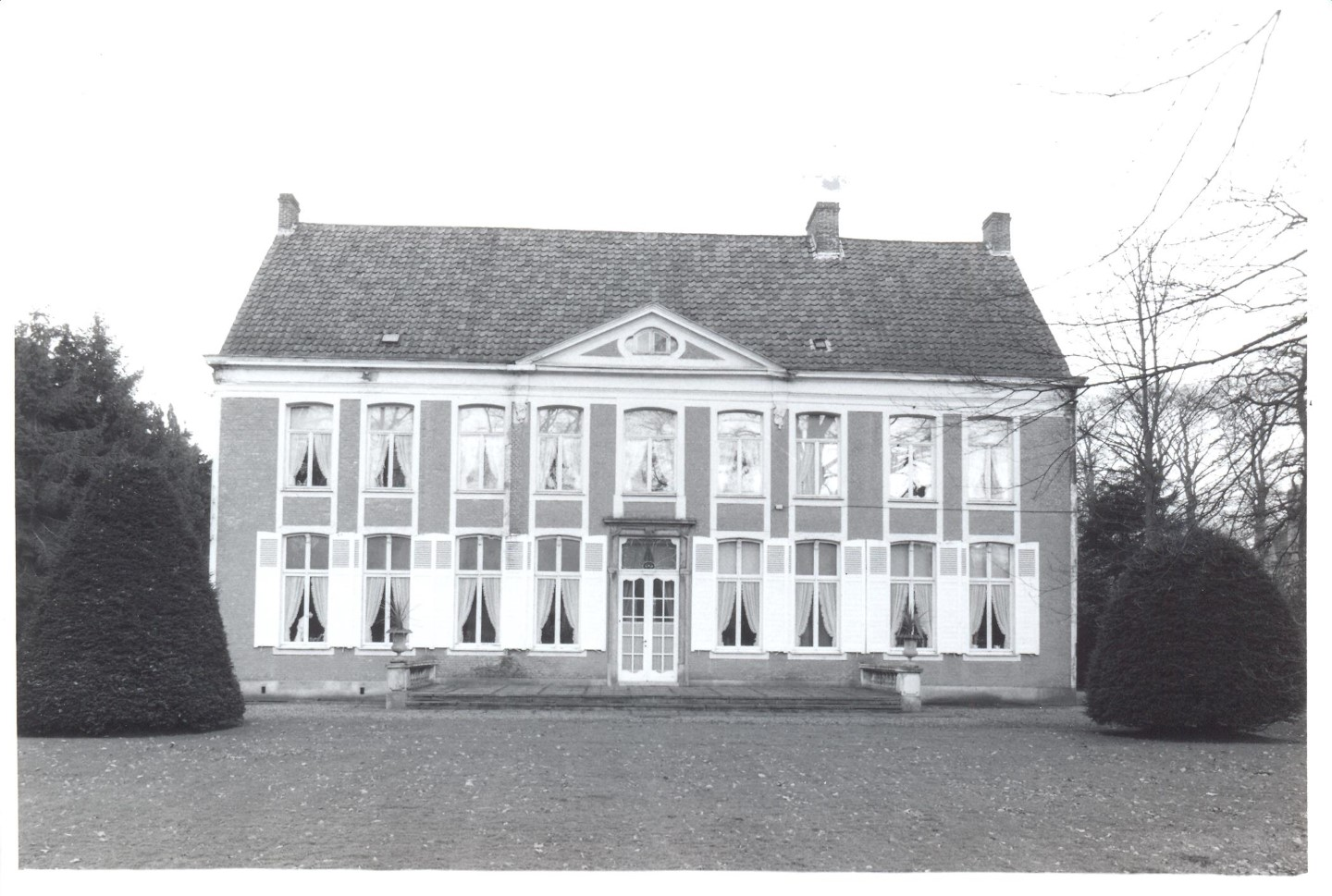
Kasteel Ter Ramen

Het Kasteel Ter Ramen is een kasteel in de Oost-Vlaamse plaats Destelbergen, gelegen aan de Dendermondesteenweg 399.
Het kasteel werd in de 18e eeuw gebouwd als dubbelhuis in classicistische stijl. In de 19e eeuw werd het aan de zuidkant, en midden 20e eeuw aan de noordkant met twee traveeën uitgebreid.
De toegangsdeur en een deel van het stucwerk zijn in rococostijl.